# 网络实名制
网络实名制是指用户可以使用法定姓名（真实姓名）在博客、网站或电子布告栏上注册账户的一种制度。
用户需要提供身份证明和法定姓名。也可以使用公开的化名，但合法当局可以在刑事调查中使用此人的身份。
最早实施网络实名制的国家为南韩，如今網絡實名制在保障的言論空間方面產生了很大的爭議。结果，韩国在网络实名制实施不久之后，2012年8月23日，韩国宪法裁判所8名法官一致做出判决，裁定网络实名制违宪。之后，韩国废除了网络实名制。

## 韩国政府对网络的实名制
2006年，韩国政府着手制定《促进使用信息通信网及信息保护关联法》修正案时，已决定扩大涉及网站的范围。2007年7月，韩国正式推行网络实名制，具体采用“后台实名”原则：用户在注册登录时必须使用真实的姓名和身份证号，而在前台发布消息时，可以使用化名。
2011年3月，韩国放送通信委员将Twitter、Facebook等社交网站排除于实名制对象以外，理由是社交网站属私人领域，不适用实名制。7月，韩国门户网站Nate以及社交网站“赛我网”遭黑客攻击，造成约3500万名用户的个人信息外泄。11月，韩国游戏运营商Nexon公司服务器被入侵，约1300万名用户的个人信息外泄。
2012年8月23日，韩国宪法法院8名法官一致做出判决，裁定网络实名制违宪，韩国放送通信委员会将根据判决修改相关法律，并将废除网络实名制。

## 中国政府对网络的实名制
2012年底，全国人大常委会通过《全国人民代表大会常务委员会关于加强网络信息保护的决定》，规定用户手机入网、办理上网业务、为用户提供信息发布服务等情形需要用户提供真实身份信息。

## 關聯條目
- 中国网络实名制